# Anabolism
Pentru procesul metabolic asemănător, vezi catabolism.
Anabolismul (din grecescul ἁνά ana, „în sus” și βάλλειν ballein, „a arunca”) sau asimilația este procesul metabolic care transformă materiile nutritive introduse în organism în substanțe proprii acestuia,  consumându-se și energie. Anabolismul este un grup de căi metabolice care construiesc componente celulare din precursori cu greutate moleculară mai mică.
În timpul anabolismului se sintetizează substanțe organice complexe (ca proteinele, grăsimile și zaharurile), unele dintre acestea depunându-se în organism ca rezerve. 
Anabolismul este de obicei sinonim cu biosinteza.

## Calea anabolică
Polimerizarea, calea anabolică utilizată  pentru a construi macromolecule ca acizi nucleici, proteine și polizaharide, utilizează reacții de condensare pentru a lega monomeri. Macromoleculele sunt create din molecule mai mici, utilizând enzime.